# Burnaby Island
Burnaby Island is een eiland in het westen van Brits-Columbia in Canada.

## Geografie
Het eiland ligt in de eilandengroep Haida Gwaii en ligt voor de zuidoostkust van Moresby Island. Ten noorden van het eiland ligt de Juan Perez Sound (met aan de overzijde hiervan het Ramsay Island) en ten noordoosten de Hecate Strait. Het eiland is onderdeel van het Gwaii Haanas National Park Reserve and Haida Heritage Site. Noordoost-zuidwest heeft het eiland een lengte van ongeveer 14 kilometer.
De wateren rond het eiland liggen in de mariene ecoregio Noord-Amerikaans Pacifisch Fjordland.

## Geschiedenis
Het eiland werd in 1862 vernoemd naar Robert Burnaby, ook de naamgever van Burnaby Lake en de stad Burnaby.